# Maryvonne Blondin
Pour les articles homonymes, voir Blondin.
Maryvonne Blondin, née le 20 janvier 1947 à Quimper, est une femme politique française, sénatrice du Finistère de 2008 à 2020.

## Biographie
Professeur de profession, elle devient maire adjointe d'Ergué-Gabéric (département du Finistère) en 1989. En 2001, elle est élue conseillère générale du Finistère, puis par la suite, l'une des vice-présidentes du conseil général du Finistère. Elle est élue sénatrice sous l'étiquette socialiste, le 21 septembre 2008. Elle est réélue le 28 septembre 2014.

## Anciens mandats et fonctions
- Présidente du Comité de pilotage du Championnat de France Handivalide Miniji
- Membre de l'Office parlementaire d'évaluation des politiques de santé
- Vice-présidente du conseil général du Finistère
- Adjointe au maire d'Ergué-Gabéric
- Conseillère de la communauté d'agglomération de Quimper-communauté
- Conseillère générale du Finistère pour le canton de Quimper-2
- Sénatrice du Finistère

### Source
- « Biographies des 65 nouveaux élus au palais du Luxembourg », Le Monde, 23/09/2008